# イルミネーション (ポール・ウェラーのアルバム)
『イルミネーション』 (Illumination) は、ポール・ウェラーが2002年に発表したアルバム。スタジオ・アルバムとしては6作目。

## 解説
ポールのセルフ・プロデュース体制で制作され、一部楽曲でサイモン・ダイン（ポールと親交のあるバンド、ヌーンデイ・アンダーグラウンドのメンバー）が共同プロデューサーとして参加。オーシャン・カラー・シーンのスティーヴ・クラドックとデーモン・ミンケラ、オアシスのノエル・ギャラガー（本作ではドラムス、ベース等を担当）とゲム・アーチャー等の若手プレイヤーを起用し、「コール・ミー・ナンバー・ファイヴ」は、ポールとケリー・ジョーンズ（ステレオフォニックス）のデュエット。
『スタンリー・ロード』（1995年）以来となる全英チャート1位獲得を果たした。「イッツ・リトゥン・イン・ザ・スターズ」（全英7位）、「リーフィー・ミステリーズ」（全英23位）がシングル・カットされた。

## 収録曲
特記なき楽曲はポール・ウェラー作。
1. ゴーイング・プレイシズ - "Going Places" - 3:32
2. ア・バレット・フォー・エヴリワン - "A Bullet for Everyone" - 4:08
3. リーフィー・ミステリーズ - "Leafy Mysteries" - 3:06
4. イッツ・リトゥン・イン・ザ・スターズ - "It's Written in the Stars" - 3:08
5. フー・ブリングス・ジョイ - "Who Brings Joy" - 3:30
6. ナウ・ザ・ナイト・イズ・ヒア - "Now the Night Is Here" (Simon Dine, Paul Weller) - 3:51
7. スプリング (アット・ラスト) - "Spring (At Last)" - 2:27
8. 1×1 - "One X One" - 5:35
9. バッグ・マン - "Bag Man" - 3:21
10. オール・グッド・ブックス - "All Good Books" - 3:25
11. コール・ミー・ナンバー・ファイヴ - "Call Me No.5" (Kelly Jones, P. Weller) - 3:27
12. スタンディング・アウト・イン・ザ・ユニヴァース - "Standing Out in the Universe" - 4:48
13. イルミネーション - "Illumination" - 3:05
14. ホースシュー・ドラマ - "Horseshoe Drama" (S. Dine, P. Weller) - 3:36
日本・US盤ボーナス・トラック
15. プッシュ・ボタン、オートマティック - "Push Button, Automatic" (P. Weller, Steve White) - 3:21
日本・US盤ボーナス・トラック
16. タリスマン - "Talisman"  - 3:46
US盤ボーナス・トラック

## 参加ミュージシャン
- ポール・ウェラー - ボーカル、ギター、ベース、キーボード他
- サイモン・ダイン - エフェクト、ブラス・ループ
- スティーヴ・ホワイト - ドラムス、パーカッション
- スティーヴ・クラドック - ギター (on 3. 5. 12.)
- デーモン・ミンケラ - ベース(on 2. 3. 10. 12.)
- ノエル・ギャラガー - ドラムス、パーカッション、ベース(on 8.)
- ゲム・アーチャー - アコースティック・ギター(on 8.)
- アジズ・イブラヒム - タンブーラ(on 7.)、ギター(on 10.)
- ケリー・ジョーンズ - ボーカル(on 11.)
- カーリーン・アンダーソン - バッキング・ボーカル(on 3. 10. 12.)
- ジョセリン・ブラウン - バッキング・ボーカル(on 3. 10. 12)